# Pic de Font Negra
El Pic de Font Negra, o de les Valletes (hi ha, proper, un altre Pic de les Valletes), és una muntanya de 2.595 metres d'altitud situada al sud-oest del Massís del Carlit, en el terme comunal de Porta, a l'Alta Cerdanya, de la Catalunya del Nord.
Està situat a prop de l'extrem nord-oest del terme de Porta, en un apèndix d'aquest terme cap al nord que s'adreça a la riba dreta de l'Arieja. És al sud-oest del Pic dels Pedrons, a ponent de la Portella i dels Pics de Font Negra.
És destí freqüent de moltes de les rutes d'excursionisme de les muntanyes entre Andorra i la Cerdanya.